# Kathedrale von Melo

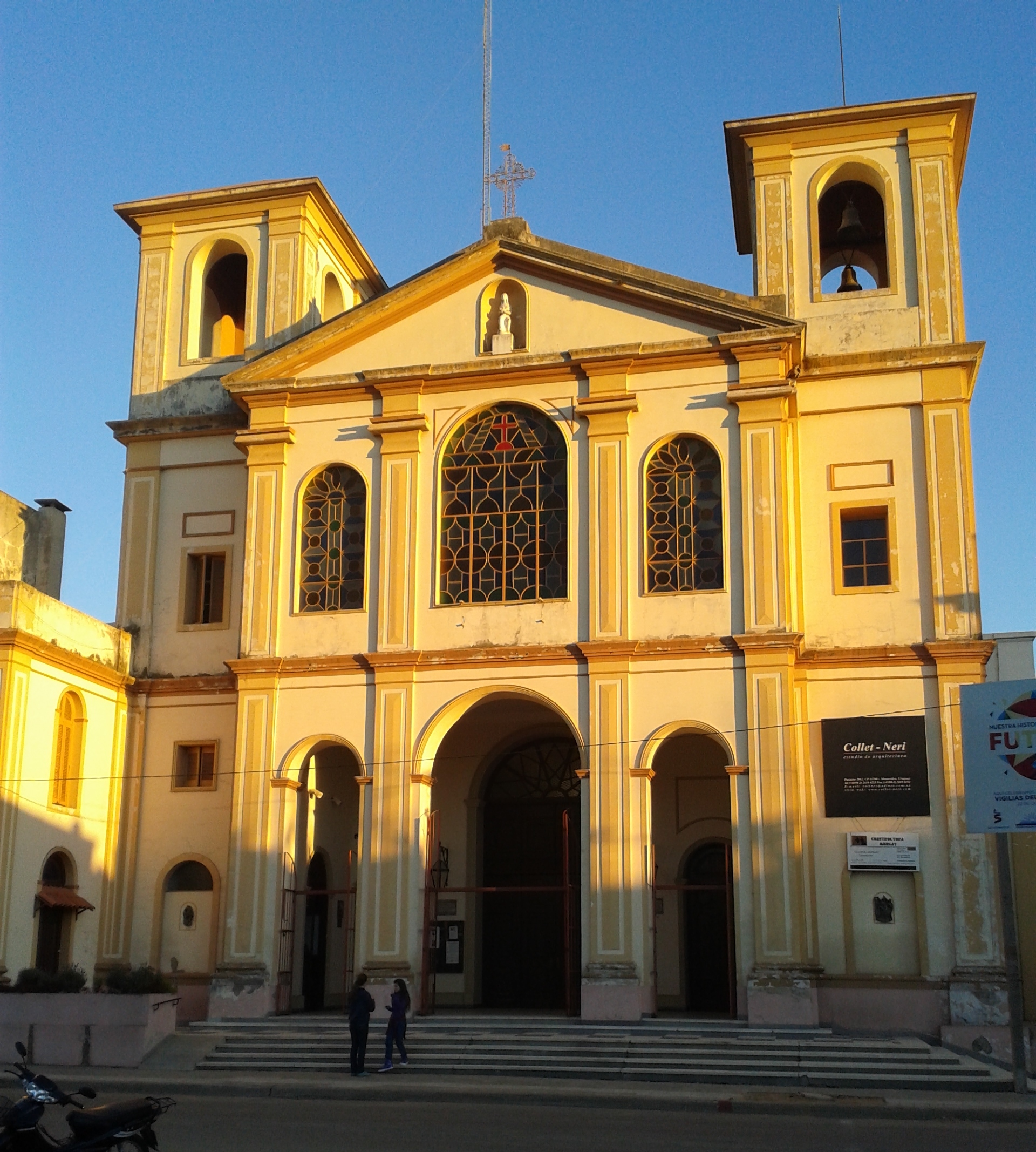
Kathedrale von Melo

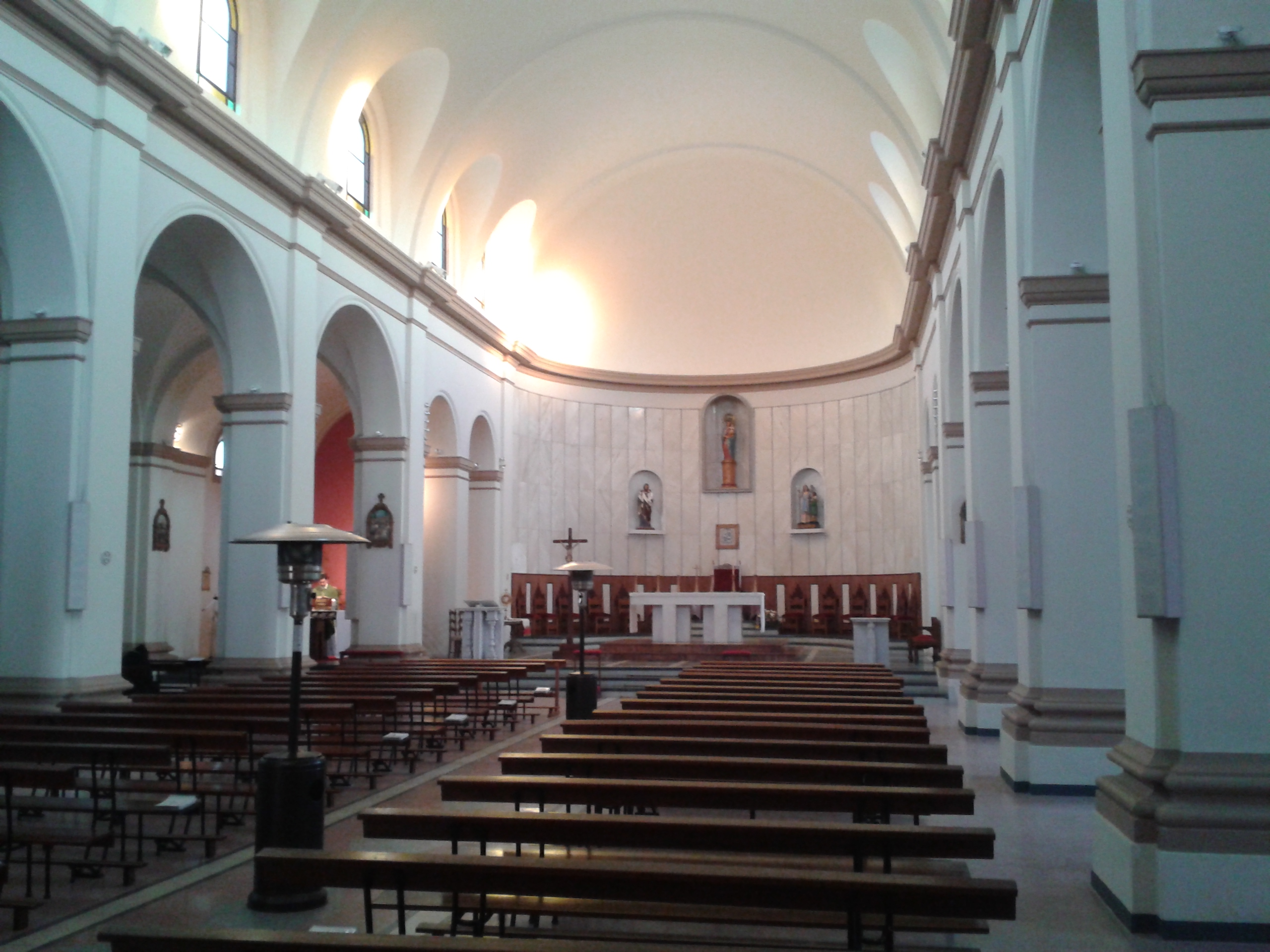
Innenraum

Die Unserer Lieben Frau auf dem Pfeiler und dem Erzengel Raphael gewidmete römisch-katholische Kathedrale von Melo (Catedral de Nuestra Señora del Pilar y San Rafael) ist seit dem Jahr 1955 Sitz des Bistums Melo in der Stadt Melo, der Hauptstadt des Departamentos Cerro Largo im Nordosten Uruguays.

## Lage
Die Stadt Melo ist annähernd 400 km (Fahrtstrecke) von Montevideo, der Hauptstadt Uruguays, entfernt; bis zur Grenze nach Brasilien sind es etwa 40 km. Die Kathedrale befindet sich etwa 1 km südlich des Stadtzentrums.

## Geschichte
Der ursprünglich als Pfarrkirche errichtete Kirchenbau wurde im Jahr 1876 geweiht; die Seitenschiffe entstanden jedoch erst in den Jahren 1925 bis 1943. Die seitlichen Glockentürme wurden 1962, sieben Jahre nach der Erhebung der Kirche zur Kathedrale im Jahr 1955 fertiggestellt.
Im Jahr 1988 besuchte Papst Johannes Paul II. im Rahmen seiner Pastoralvisite in Uruguay diese Kathedrale.

## Architektur
Die beiden Ebenen der von einem Giebel abgeschlossenen Fassade zeigen jeweils ein Triumphbogenschema. Das – trotz unterschiedlicher Bauphasen – insgesamt sehr einheitlich gestaltete Kircheninnere ist dreischiffig; das von seitlichen Pfeilern begleitete Mittelschiff hat ein Stichkappengewölbe, wohingegen die Seitenschiffe lediglich Kreuzgratgewölbe haben.